# Apple Monitor II

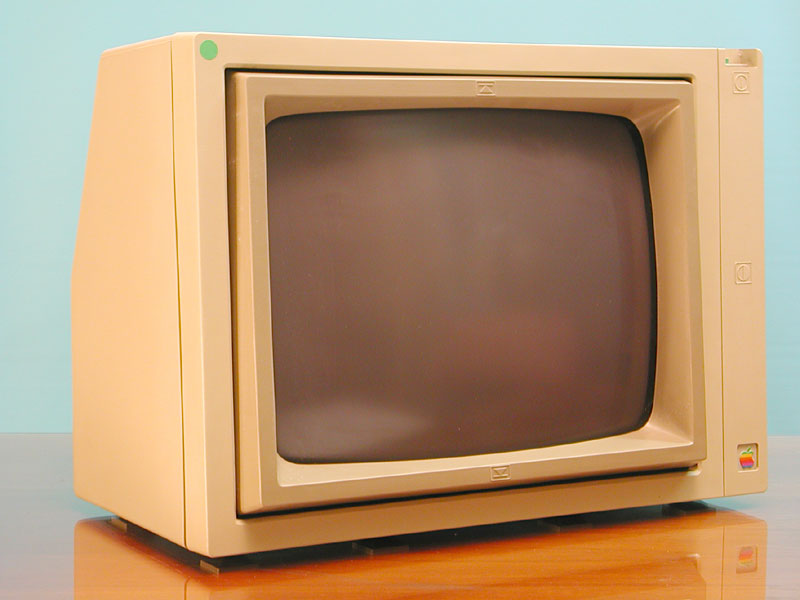
Apple Monitor II

Apple Monitor II — зелений монохромний 12-дюймовий ЕПТ-монітор, що вироблявся компанією Sanyo на замовлення Apple Computer для сімейства персональних комп'ютерів Apple II. Apple не представила цей монітор до середини терміну служби серії Apple II. У бізнес-орієнтованого Apple III був власний монітор Apple Monitor III задовго до випуску цього монітору. Багато домашніх користувачів комп'ютерів Apple II використовували свої телевізори як комп'ютерні монітори до випуску Apple Monitor II. Він мав внутрішню вертикально-поворотну раму. Це дозволило користувачам відповідно до своїх потреб регулювати кут огляду вгору або вниз, не нахиляючи або не повертаючи пристрій. Apple Monitor II мав широкі можливості регулювання на той час, включаючи регулювання розміру та розташування зображення на екрані. Ці коригування мали дуже незначний вплив на картинку, однак, викликали невдоволення деяких користувачів. Apple Monitor II був розроблений для Apple II+, але широко використовувався в лінійці продуктів Apple II, найвпізнаваніший у поєднанні з Apple IIe.